# Lingua di Okinawa
La lingua di Okinawa (in lingua giapponese: kanji 沖縄語, kana おきなわご e rōmaji Okinawa-go; in lingua di Okinawa rispettivamente 沖縄口, うちなーぐち e Uchinaaguchi) è una lingua ryukyuana parlata in Giappone, nelle isole di Okinawa, situate nella prefettura omonima.

## Distribuzione geografica
È la più diffusa tra le lingue ryukyuane, che sono parlate nelle Ryūkyū, il vasto arcipelago che si estende tra l'isola meridionale giapponese di Kyūshū e Taiwan. Assieme al giapponese, tali lingue formano la famiglia linguistica delle lingue nipponiche. Si stima che l'idioma di Okinawa sia parlato da circa 900.000 persone. Linguisti non giapponesi la considerano una lingua a sé stante, mentre in Giappone è considerata un dialetto.

## Storia
La lingua, che è affine agli svariati dialetti dei vari villaggi e isole di Okinawa, deriva dall'antico dialetto di Shuri, l'antica capitale del regno delle Ryūkyū ed oggi distretto di Naha, il capoluogo della prefettura di Okinawa. Molti linguisti, tra i quali il famoso giapponese Shiro Hattori, ipotizzano che la lingua di Shuri e il giapponese classico, quello di Kyoto, si siano separate tra il VI ed il XII secolo dopo Cristo. Da allora, la lingua di Okinawa ha sviluppato una propria morfologia, fonologia e lessico, distinguendosi dal giapponese.
Il dialetto di Shuri divenne la lingua ufficiale del neonato regno delle Ryūkyū nella seconda metà del XV secolo, quando il re Shō Shin di Chūzan, regno la cui capitale era Shuri, unificò i tre regni in cui era divisa l'isola di Okinawa. La maggior parte dei poemi e delle canzoni di Okinawa furono composte con questo idioma. Con l'annessione delle isole delle Ryukyu al Giappone, nel 1879, la lingua giapponese è diventata la lingua ufficiale.
La lingua di Okinawa è in declino, con la diffusione del giapponese, specialmente tra i giovani. Sempre più spesso viene parlato il "giapponese di Okinawa", un dialetto ibrido che raccoglie elementi delle due lingue e che è erroneamente scambiato per la tradizionale lingua di Okinawa. Quest'ultima è conservata dai più anziani ed è anche rappresentata nelle canzoni folk delle isole. Un'emittente radiofonica locale trasmette un notiziario in lingua tradizionale.

## Grammatica
Il dialetto di Shuri è caratterizzato da elaborati suffissi o prefissi onorifici, simili ma più complicati di quelli usati nel giapponese, che variano a seconda del sesso, dell'età e della classe sociale dell'interlocutore. Sono usate allocuzioni diverse a seconda che si parli con un aristocratico, un benestante o un popolano, nel caso che si parli con un uomo o una donna e a seconda che si parli con un bambino, un giovane, un adulto o un anziano.
Nel caso che i due interlocutori siano dello stesso sesso e classe sociale e siano nati nello stesso anno, si usano particelle onorifiche diverse a seconda di chi sia nato prima. Nel caso vi sia grande differenza di classe, sesso o età i modi onorifici della conversazione diventano più complicati.

### Principali differenze con il giapponese
Le lingua di Okinawa è di difficile comprensione per gli altri giapponesi. Nella lingua di Okinawa le vocali e ed o del giapponese sono spesso cambiate rispettivamente con la i e la u. Le sillabe ki e chi (in italiano ci) del giapponese diventano d Okinawa chi ((IT)  ci) e tsi ((IT)  zi). La sillaba mi giapponese diventa la consonante n

## Sistema di scrittura
La lingua di Okinawa ha un proprio sistema di scrittura. Le nuove lettere di Okinawa (新沖縄文字?, Shin Okinawa-moji) sono state sviluppate da Yoshiaki Funazu (船津好明?, Funazu Yoshiaki) nel suo testo La bellissima lingua di Okinawa (美しい沖縄の方言?, Utsukushii Okinawa no Kotoba) (ISBN 4-905784-19-0). In questo libro, le variazioni dal giapponese riguardano solo la parte in hiragana.

## Esempi
| Giapponese rōmaji | Lingua di Okinawa rōmaji | Parola giapponese | Parola di Okinawa |
| ----------------- | ------------------------ | ----------------- | ----------------- |
| e                 | i                        | ame (pioggia)     | ami               |
| o                 | u                        | kumo (nuvola)     | kumu              |
| ai                | ee                       | ippai (molto)     | ippee             |
| au                | oo                       | kau (comprare)    | kooyun            |
| ki                | ci                       | yuki (neve)       | yuchi             |
| chi               | tsi                      | michi (camino)    | mitsi             |
| mi                | n                        | minato (porto)    | n̩natu             |
| ri                | i                        | odori (danza)     | udui              |
| wa                | a                        | kawa (fiume)      | ka`a              |

| Italiano              | Okinawa rōmaji                                    |
| --------------------- | ------------------------------------------------- |
| Uno                   | Tii chi 一                                        |
| Due                   | Taa chi 二                                        |
| Tre                   | Mii chi 三                                        |
| Quattro               | Yuu chi 四                                        |
| Cinque                | Ichi chi 五                                       |
| Sei                   | Muu chi 六                                        |
| Sette                 | Nana chi 七                                       |
| Otto                  | Yaa chi 八                                        |
| Nove                  | Kuku nuchi 七                                     |
| Dieci                 | Tuu 十                                            |
| Cento                 | Hyaa ku 百                                        |
| Buon giorno           | ukimi soo chii うきみそーちー                     |
| Buona sera            | Hai sai はいさい                                  |
| Buona notte           | Uyukuimi soori うゆくいみそーり                   |
| Come sta?             | Uganjyuu yami seemi? うがんじゅーやみせーみ？     |
| Bene grazie           | uu ganjyuu sooi biin うーがんじゅーそーいびーん   |
| Molte grazie          | Nifee deebiru にふぇーでーびる                    |
| Scusi                 | Guburii sabura ぐぶりーさぶら                     |
| Mi spiace             | Guburii sabitan ぐぶりーさびたん                  |
| Per favore            | Unige sabida うにげさびだ                         |
| Cos'è questo?         | Kuree nuuyaibiiga? くれーぬーやいびーが？         |
| Quanto costa?         | Uree chassa yai biiga? うれーちゃっさやいびーが？ |
| Questo è Paolo        | Paolo yai biin パオローやいびーん                 |
| Buono (cibo)          | Maa san まーさん                                  |
| Mamma                 | Anmaa / Ayaa あんまー/あやー                      |
| Persona               | Chu 人                                            |
| Persona di Okinawa    | Uchinanchu 沖縄人                                 |
| Castello              | Gushiku 城                                        |
| Piacere di conoscerla | Hajimiti uganabira はじみてぃうがなびら           |
| Sì                    | Uun うーん                                        |
| Non capisco           | Wakaya bidan わかやびだん                         |
| Giappone              | Yamatu 大和                                       |
| Giapponesi            | Yamatunchu 大和人                                 |
| Lingua giapponese     | Yamatuguchi 大和口                                |
| Io                    | Wan 我ん                                          |
| Tu                    | Unjyu 御所                                        |